# Chapuisia subrugosa
Chapuisia subrugosa es un coleóptero de la familia Chrysomelidae. Fue descrita científicamente en 1906 por Jacoby.